# Javier Toyo
Javier Toyo est un footballeur vénézuélien né le 12 octobre 1977 à Caracas. Il évolue au poste de gardien.

## Carrière
- Caracas FC (1998-1999)
- Atlético El Vigía (1999-2000)
- Caracas FC (2000-2007)
- Atlético Bucaramanga (2007-2008)
- Caracas FC (2008-)

## Sélections
- 8 sélections et 0 but avec l'équipe du Venezuela de football depuis 2006